# 김익경
김익경(金益炅, 1629년~1675년)은 조선 시대 중후기의 문신 겸 관료 및 유학자(인조·효종·현종 시절의 유교 성리학자)였다. 자(字)는 계명(啓明)이며, 제2차 예송 논쟁 당시 서인 측의 논객이었다.
아버지 사일 김반처럼 형조참의 등을 지낸 그는, 사계 김장생의 막내 서손자이며, 창주 김익희와 여남 김익겸의 이복 서얼 동생이자 광남 김익훈의 동복 서얼 동생이다.
신독재 김집은 그의 중부(둘째 숙부)였고 또한, 국구 광성부원군(숙종의 초배 장인)인 서석 김만기, 구운몽(17세기 조선 시대의 한글 소설)을 집필한 서포 김만중은 그의 이복 적출 조카이기도 하며, 숙종의 정비 인경왕후의 배다른 서얼 종조부이기도 하다. 본관은 광산(光山).

## 생애
어려서 송시열(宋時烈)의 문하에서 글을 배웠다. 그는 아무리 서얼 출신이었지만 아직 출생 5년 전이었던 이른바 괴뢰 군주 흥안군 이제 천립 관련 역란(이괄의 난)이 한창이던 1624년(인조 1) 당시 아버지 김반(金槃)이 친조부 김장생(金長生)과 동반하여 인조를 공주행재소로 호종하여 공적을 기록함과 동시에, 13년 후 청 태종 숭덕제의 지령을 받은 청군(淸軍)의 일방적인 침입으로 인한 전란(병자호란)이 몇수달째 한창이었던 1637년(인조 14) 당시 만8세 시절에 만 열다섯살 위의 만23세 배다른 적형 김익겸(金益兼)이 강화산성에서 청(淸)의 군사를 상대로 결사항전하다가 분신 자결로써 순국한, 그야말로 친조부(김장생)와 아버지(김반)와 이복형(김익겸)의 충은덕(忠恩德)을 입어 대과 응시 자격이 주어지면서, 그 뒤 18세 시절이던, 1646년(인조 23) 식년 진사시(소과)에도 3등 입격(소과에 처음 합격)하고 결국 16년 이후, 1662년(현종 3) 증광문과(대과)에 갑과 2위로 급제하여 여러 벼슬을 지낸 뒤 사헌부 집의(執義)를 거쳐 당상관 등으로 승진하며 선혜청 당상 등을 역임했다. 이후 형조참의, 승정원 동부승지 등을 역임한 후 호조참의(戶曹參議)에까지 올랐다.
1674년(현종 15) 당시에 예조참판 직으로 있었을 때 죽은 인선왕후에 대한 시가 계모 자의대비(장렬왕후)의 복상문제로 인하여 제2차 예송 논쟁이 벌어졌다. 이때 김익경은 스승 송시열, 서인 세력의 중진이었던 김수항 등과 함께 《주자가례(朱子家禮)》에 의한 〈대공설(大功設)〉을 근거로 하여금 9개월복 설을 주장하였으나, 허목 등의 〈기년설(朞年說)〉이 기론(제기)된 이른바 만1년설이 최종적으로 채택되자, 1674년(현종 15) 3월 25일, 경기도의 양성현(陽城縣)으로 유배됨을 거쳐, 1674년(숙종 원년) 9월 10일, 충청도의 직산군(稷山郡)으로 이배되었으며, 1년 후 1675년, 직산군 배소에서 병으로 죽었다.

## 가족 관계
- 할아버지 : 김장생(金長生, 1548년~1631년)
  - 아버지 : 김반(金槃, 1580년~1640년)
  - 적모(의모) : 구 안동 김씨(金氏) 부인(1585년생~1611년졸), 첨추(僉樞)를 역임한 김진려(金進礪)의 딸.
    - 배다른 적출 형님 : 김익렬(金益烈, 1602년 10월~1630년 6월)
    - 배다른 적출 형님 : 김익희(金益熙, 1610년 3월~1656년 5월)

  - 계적모(의모) : 연산 서씨(徐氏) 부인(1596년생~1637년졸), 증 참판 서주(徐澍)의 딸.
    - 배다른 적출 형님 : 김익겸(金益兼, 1614년 12월~ 1637년 2월)

  - 생모 : 부여 김씨 측실, 김재용(金渽溶, 1576년[1] 출생 ~ 1634년 하세)의 딸.
    - 동복 형님 : 김익훈(金益勳, 1619년 ~ 1689년)
    - 본인 : 김익경(金益炅, 1629년 ~ 1675년) ... 생모(부여 김씨)는 아버지(김반)의 첫번째 첩실.
    - 아내: 파평 윤씨 부인(坡平 尹氏 夫人)
      - 장남 : 김만재(金萬裁)
        - 손자 : 김진동(金鎭東)

      - 차남 : 김만견(金萬堅)
        - 손자 : 김진악(金鎭岳)
        - 손자 : 김진성(金鎭成) - 김만길(金萬吉, 1645~1673, 이복 서얼 조카)에게 양자로 감.

      - 삼남 : 김만지(金萬至)
        - 손자 : 김진조(金鎭朝)
        - 손자 : 김진세(金鎭世)

      - 사남 : 김만근(金萬謹)
        - 손자 : 김진륜(金鎭倫)
        - 손자 : 김진중(金鎭中)
        - 손자 : 김진대(金鎭大)

      - 딸 : 광산 김씨 부인, 영의정 등을 지낸 심지원(沈之源)의 손자 심정규(沈廷揆)에게 출가.

  - 서모 : 함양 여씨 측실, 여해천(呂海天, 1575년[2] 출생 ~ 1638년 하세)의 딸.
    - 배다른 서얼 형님 : 김익후(金益煦, 1624년~1648년)
      - 배다른 서얼 조카 : 김만길(金萬吉, 1645년~1673년)

## 관련 등장 대중문화 작품

### 영화
- 2022년 《올빼미》의 김익경[3] ... (배우: 이지호)

## 같이 보기
- 김익훈
- 김만기
- 김만중
- 송시열
- 민정중
- 민유중
- 김수항